# Neurigona shennongjiana
Neurigona shennongjiana är en tvåvingeart som beskrevs av Yang 1999. Neurigona shennongjiana ingår i släktet Neurigona och familjen styltflugor. Inga underarter finns listade i Catalogue of Life.